# Eupithecia cugiai
Eupithecia cugiai là một loài bướm đêm trong họ Geometridae.